# Pseudorthosia pallidior
Pseudorthosia pallidior là một loài bướm đêm trong họ Noctuidae.